# Dương Hiểu Siêu
Dương Hiểu Siêu (tiếng Trung: 杨晓超; sinh tháng 11 năm 1958) là chuyên gia kế toán, chuyên gia kiểm toán cao cấp, thạc sĩ kinh tế học, chính khách nước Cộng hòa Nhân dân Trung Hoa. Ông hiện là Ủy viên Thường vụ Ủy ban Kiểm tra Kỷ luật Trung ương, Phó Bí thư Ủy ban Kiểm tra Kỷ luật Trung ương kiêm Tổng Thư ký Ủy ban Kiểm tra Kỷ luật Trung ương Đảng Cộng sản Trung Quốc (CCDI) khóa XIX. Trước khi được bổ nhiệm làm Tổng Thư ký Ủy ban Kiểm tra Kỷ luật Trung ương khóa XVIII, mang hàm Bộ trưởng vào tháng 7 năm 2015, ông là Ủy viên Ban Thường vụ Thành ủy, Bí thư Ủy ban Chính trị Pháp luật Thành ủy Bắc Kinh.

## Tiểu sử

### Thân thế
Dương Hiểu Siêu là người Hán sinh tháng 11 năm 1958 tại thành phố Nam Kinh, tỉnh Giang Tô.

### Giáo dục
Tháng 9 năm 1978 đến tháng 8 năm 1982, ông theo học chuyên ngành kinh tế chính trị khoa kinh tế tại Học viện Kinh tế Bắc Kinh.
Tháng 9 năm 1994 đến tháng 7 năm 1997, ông theo học nghiên cứu sinh tại chức chuyên ngành kế toán khoa kinh tế tại Đại học Thương mại kinh tế Thủ đô và được trao học vị thạc sĩ kinh tế học.

### Sự nghiệp
Tháng 3 năm 1977, Dương Hiểu Siêu tham gia công tác là thanh niên tri thức của công xã Đại Hoa Sơn, huyện Bình Cốc (từ năm 2001, huyện được nâng lên thành quận Bình Cốc), thành phố Bắc Kinh. Tháng 8 năm 1982, Dương Hiểu Siêu về làm cán bộ Chi cục 2, Cục Tài chính thành phố Bắc Kinh. Tháng 2 năm 1985, ông được bổ nhiệm làm Phó Trưởng phòng Quản lý tài vụ xí nghiệp thương nghiệp, Cục Tài chính Bắc Kinh. Tháng 12 năm 1990, ông gia nhập Đảng Cộng sản Trung Quốc. Tháng 8 năm 1991, ông được thăng chức Trưởng phòng Quản lý tài vụ xí nghiệp thương nghiệp, Cục Tài chính Bắc Kinh. Tháng 8 năm 1994, Dương Hiểu Siêu được luân chuyển giữ chức Phó Cục trưởng Cục Thuế vụ địa phương thành phố Bắc Kinh. Tháng 7 năm 2000, ông được bổ nhiệm làm Phó Bí thư tổ Đảng, Phó Cục trưởng Cục Thuế vụ địa phương thành phố Bắc Kinh.
Tháng 11 năm 2002, Dương Hiểu Siêu được bổ nhiệm làm Bí thư tổ Đảng, Cục trưởng Cục Kiểm toán thành phố Bắc Kinh. Tháng 2 năm 2008, ông được luân chuyển giữ chức Cục trưởng Cục Tài chính thành phố Bắc Kinh. Tháng 7 năm 2013, ông được bổ nhiệm làm Phó Thị trưởng thành phố Bắc Kinh. Năm 2013, Dương Hiểu Siêu được bầu làm Đại biểu Đại hội đại biểu Nhân dân toàn quốc (Quốc hội Trung Quốc) khóa XII, nhiệm kỳ 2013 đến năm 2018. Tháng 8 năm 2014, ông được bổ nhiệm làm Ủy viên Ban Thường vụ Thành ủy Bắc Kinh. Tháng 9 năm 2014, ông được bổ nhiệm làm Ủy viên Ban Thường vụ Thành ủy, Bí thư Ủy ban Chính trị Pháp luật Thành ủy Bắc Kinh và ông được miễn nhiệm chức vụ Phó Thị trưởng Bắc Kinh. Tháng 7 năm 2015, Dương Hiểu Siêu được bổ nhiệm làm Tổng Thư ký Ủy ban Kiểm tra Kỷ luật Trung ương Đảng Cộng sản Trung Quốc, mang hàm Bộ trưởng. Tháng 8 năm 2015, ông được miễn nhiệm chức vụ Ủy viên Ban Thường vụ Thành ủy Bắc Kinh, Bí thư Ủy ban Chính pháp Thành ủy Bắc Kinh.
Ngày 25 tháng 10 năm 2017, Ban Chấp hành Trung ương Đảng Cộng sản Trung Quốc khóa XIX tiến hành Hội nghị toàn thể lần thứ nhất, bầu ông làm Ủy viên Thường vụ Ủy ban Kiểm tra Kỷ luật Trung ương, Phó Bí thư Ủy ban Kiểm tra Kỷ luật Trung ương kiêm Tổng Thư ký Ủy ban Kiểm tra Kỷ luật Trung ương Đảng Cộng sản Trung Quốc (CCDI).